# Volleyball Nations League femminile
La Volleyball Nations League è una competizione pallavolistica femminile per squadre nazionali, organizzata annualmente dalla FIVB.

## Edizioni
| Edizione      | Edizione          | Podio         | Podio         | Podio         |
| Anno          | Sede della finale | Campione      | Seconda       | Terza         |
| ------------- | ----------------- | ------------- | ------------- | ------------- |
| 2018 Dettagli | Nanchino          | Stati Uniti   | Turchia       | Cina          |
| 2019 Dettagli | Nanchino          | Stati Uniti   | Brasile       | Cina          |
| 2020          | -                 | Non disputata | Non disputata | Non disputata |
| 2021 Dettagli | Rimini            | Stati Uniti   | Brasile       | Turchia       |
| 2022 Dettagli | Ankara            | Italia        | Brasile       | Serbia        |
| 2023 Dettagli | Arlington         | Turchia       | Cina          | Polonia       |
| 2024 Dettagli | Bangkok           | Italia        | Giappone      | Polonia       |
| 2025 Dettagli | Łódź              | Italia        | Brasile       | Polonia       |

## Medagliere
| Pos. | Squadra     | 1º posto | 2º posto | 3º posto | Totale |
| ---- | ----------- | -------- | -------- | -------- | ------ |
| 1    | Italia      | 3        | 0        | 0        | 3      |
| 1    | Stati Uniti | 3        | 0        | 0        | 3      |
| 3    | Turchia     | 1        | 1        | 1        | 3      |
| 4    | Brasile     | 0        | 4        | 0        | 4      |
| 5    | Cina        | 0        | 1        | 2        | 3      |
| 6    | Giappone    | 0        | 1        | 0        | 1      |
| 7    | Polonia     | 0        | 0        | 3        | 3      |
| 8    | Serbia      | 0        | 0        | 1        | 1      |